# Craspedosis schistacina
Craspedosis schistacina là một loài bướm đêm trong họ Geometridae.